# Ratu Udre Udre
Ratu Udre Udre était un chef fidjien. Dans le  Livre Guinness des records, il est mentionné comme étant le « cannibale le plus prolifique ».
Au début du XIXe siècle, il aurait ainsi mangé « entre 872 et 999 personnes », bien que des plusieurs récits donnent des totaux différents sur le nombre de personnes qu'il aurait cannibalisées (la plupart disent que le nombre de meurtres n'est que 99). Le chiffre de 872 est basé sur la rangée de petites pierres s'étendant sur environ 200 mètres près de l'endroit où Udre Udre vivait. En effet, Udre Udre avait pris l'habitude de placer une pierre pour représenter chaque personne qu'il avait mangée, ce qui indiquerait qu'il a mangé au moins 872 personnes.

## Biographie
Udre Udre était le chef d'un peuple vivant dans le nord de l'île de Viti Levu. Il était originaire de Draqara, dans la chaîne des montagnes de Nakauvadra. Au terme de différents combats avec d'autres tribus, il s'installa dans une zone de mangroves difficilement pénétrable, près de la ville actuelle de Rakiraki.
Durant sa jeunesse, il est décrit comme un grand guerrier mais également comme un terrible tyran. Il ne considérait pas ses victimes comme des gens normaux mais comme des « butins de guerre ». Chaque personne tuée et mangée serait une récompense de ses victoires militaires. La chair humaine qu'il se faisait livrer provenait généralement de guerres locales mais également de règlements de compte ou de vengeances.
Au départ, Udre Udre partageait son butin de viande avec ses amis, mais après la prise des iles Fidji par l'Angleterre et la christianisation du pays, il refusa de partager sa nourriture.
Selon une vieille croyance populaire locale, le fait de dévorer 1 000 victimes assurerait l'immortalité à celui qui les a avalées. Il est donc possible que les nombreuses victimes de Udre Udre aient également été mangées dans ce but, mais ce n'est pas certain.
Selon les chiffres, le bilan des victimes s'élèverait de 872 à 999 personnes. Le chiffre de 9 000 personnes a été avancé par Richard Lyth, un révérend qui fut en poste à Viti Levu, dans une mission proche du territoire du chef fidjien mais ce chiffre semble fantaisiste et relève probablement plus d'une extrapolation.

### Mort
Udre Udre aurait été tué par balle en 1849 par des représentants du gouvernement colonial mais les circonstances de sa mort ne sont pas précisément documentées.

## Sépulture
Aujourd'hui, la tombe de Udre Udre fait partie des curiosités touristiques de Viti Levu. Elle se trouve à Rakiraki au nord de Viti Levu, et est cernée par les fameuses 872 pierres marquant le nombre de ses victimes.

## Sources
- (en) Cet article est partiellement ou en totalité issu de l’article de Wikipédia en anglais intitulé « Ratu Udre Udre » (voir la liste des auteurs).